# The 39 Steps
Pour les articles homonymes, voir Les 39 Marches.
The 39 Steps est un téléfilm britannique réalisé par James Hawes, diffusé en 2008.

## Fiche technique
- Titre : The 39 Steps
- Réalisateur : James Hawes
- Scénario : Lizzie Mickery, d'après le roman Les 39 Marches (The Thirty-Nine Steps) de John Buchan (1915)
- Musique : Rob Lane
- Producteurs : Peter Gallagher, Lynn Horsford, Hilary Salmon, John Yorke
- Société de production : BBC
- Durée : 90 minutes
- Genre : espionnage, thriller, policier
- Dates de diffusion :
  -  Royaume-Uni 28 décembre 2008
  -  Japon 10 juillet 2009
  -  Australie 18 octobre 2009
  -  Pays-Bas 10 novembre 2009

## Distribution
- Rupert Penry-Jones : Richard Hannay
- Lydia Leonard : Victoria Sinclair
- David Haig : Sir George Sinclair
- Patrick Malahide : le professeur Fisher
- Patrick Kennedy : Hellory Sinclair
- Eddie Marsan : Scudder
- Alex Jennings : le capitaine Kell
- Steven Elder : le vicaire / Wakeham
- Werner Daehn : Ackerman
- Peter Stark : Engel
- Del Synnott : un gendarme
- Roger De Courcey : le ventriloque
- David Gallacher : le professeur Butler
- James Bryce : un concierge au Club
- Stewart Preston : un garçon au Club

## Réception
La critique est mitigée. Plusieurs journalistes dénoncent les anachronismes : les voitures et les locomotives datent des années 1920, l'appartement d'Hanay est en art déco, et il se fait poursuivre par un Royal Aircraft Factory S.E.5 (une scène crée pour rappeler La Mort aux trousses).